# Championnat du Koweït de football 2010-2011
Navigation
Saison précédente Saison suivante
La saison 2010-2011 du Championnat du Koweït de football est la quarante-neuvième édition du championnat de première division au Koweït. La Premier League regroupe les huit meilleurs clubs du pays, regroupés au sein d'une poule unique où ils s'affrontent trois fois au cours de la saison, à domicile et à l'extérieur. À l'issue du championnat, le dernier du classement est relégué et remplacé par le meilleur club de First Division, la deuxième division koweïtienne tandis que l'avant-dernier dispute un barrage de promotion-relégation face au 2e de D2.
C'est le Qadsia Sporting Club, double tenant du titre, qui remporte à nouveau le championnat après avoir terminé en tête du classement final, avec quatre points d'avance sur Al Kuwait Kaifan et douze sur Al Arabi Koweït. C'est le 14e titre de champion du Koweït de l'histoire du club.

## Les clubs participants
| - Al Arabi Koweït - Al-Salmiya SC - Kazma Sporting Club - Al Sahel - Promu de First Division | - Al Nasr Koweït - Al Kuwait Kaifan - Qadsia Sporting Club - Al Jahra - Promu de First Division |

## Compétition

### Classement
Le barème utilisé pour établir le classement est le suivant :
- Victoire : 3 points
- Match nul : 1 point
- Défaite : 0 point

| Rang | Équipe                 | Pts | J  | G  | N | P  | Bp | Bc | Diff |
| ---- | ---------------------- | --- | -- | -- | - | -- | -- | -- | ---- |
| 1    | Qadsia Sporting Club T | 51  | 21 | 16 | 3 | 2  | 47 | 10 | +37  |
| 2    | Al Kuwait Kaifan       | 47  | 21 | 14 | 5 | 2  | 46 | 17 | +29  |
| 3    | Al Arabi Koweït        | 39  | 21 | 12 | 3 | 6  | 28 | 19 | +9   |
| 4    | Kazma SC C             | 38  | 21 | 11 | 5 | 5  | 28 | 14 | +14  |
| 5    | Al Jahra P             | 19  | 21 | 5  | 4 | 12 | 14 | 31 | -17  |
| 6    | Al Nasr Koweït         | 16  | 21 | 4  | 4 | 13 | 18 | 34 | -16  |
| 7    | Al-Salmiya SC          | 14  | 21 | 3  | 5 | 13 | 17 | 36 | -19  |
| 8    | Al Sahel P             | 12  | 21 | 3  | 3 | 15 | 16 | 53 | -37  |

|  | Qualification pour la Coupe de l'AFC 2012                                           |
|  | Qualification pour la Coupe des clubs champions du golfe Persique 2012              |
|  | Participation au barrage de promotion-relégation                                    |
|  | Relégation directe en deuxième division                                             |
|  | T : Tenant du titre C : Vainqueur de la Coupe du Koweït P : Promu de First Division |

### Matchs

#### Barrage de promotion-relégation
Le 7e de première division, Al-Salmiya SC, affronte le vice-champion de D2, Khitan FC lors d'un barrage disputé sur un match unique.
| Équipe 1      | Résultat | Équipe 2       |
| ------------- | -------- | -------------- |
| Al-Salmiya SC | 2 - 1    | (D2) Khitan FC |

## Bilan de la saison
| Championnat du Koweït de football 2010-2011      |                                  |
| Champion                                         | Qadsia Sporting Club (14e titre) |
| Coupes et trophées                               |                                  |
| Vainqueur de la Coupe du Koweït 2010-2011        | Kazma Sporting Club              |
| Qualifications continentales                     |                                  |
| Coupe de l'AFC 2012                              | Qadsia Sporting Club             |
| Coupe de l'AFC 2012                              | Al Kuwait Kaifan                 |
| Coupe de l'AFC 2012                              | Kazma SC                         |
| Coupe des clubs champions du golfe Persique 2012 | Al Arabi Koweït                  |
| Coupe des clubs champions du golfe Persique 2012 | Al Jahra                         |
| Coupe des clubs champions du golfe Persique 2012 | Al Nasr Koweït                   |
| Promotions et relégations                        |                                  |
| Promus en Premier League                         | Al Shabab Koweït                 |
| Relégués en First Division                       | Al Sahel                         |